# Fußballspiel Preußen Münster – Arminia Bielefeld 1925
Das Fußballspiel Preußen Münster gegen Arminia Bielefeld vom 1. November 1925 war das erste Fußballspiel, das in Deutschland live im Radio übertragen wurde.

## Hintergrund
Am 15. September 1924 wurde in Münster die Westdeutsche Funkstunde AG gegründet. In Folge der Ruhrbesetzung durch alliierte Truppen wurde der Sitz des Hörfunksenders nach Münster verlegt, da im besetzten Rheinland und Ruhrgebiet der Betrieb von Hörfunksendern verboten war. Ein Jahr später plante der bei der Westdeutschen Funkstunde angestellte Sportjournalist Bernhard Ernst, ein Vereinsmitglied von Preußen Münster, die erstmalige Liveübertragung eines Fußballspiels im Radio. Um die Übertragung durchzuführen, wurde vom Stadion aus ein drei Kilometer langes Kabel zum Funkhaus verlegt. Bernhard Ernst richtete sein Mikrofon hinter einem der Tore aus, damit „der Schlachtenlärm der Kämpfer die Atmosphäre noch besser belebe“.
Das Mikrofon musste schwingungsfrei hängen, um störende Knackgeräusche zu vermeiden. Als zusätzlicher Schutz stand Ernst mit einer Anlage hinter einem Hockeytor. Am Tag vor dem Spiel ließ Ernst noch eine Generalprobe abhalten, bei der alles einwandfrei verlief. Beinahe hätte die Liveübertragung nicht funktioniert. Als Ernst seine Übertragung begann, war sein Kommentar nicht zu hören. Es stellte sich heraus, dass ein Postbeamter, der die Leitung fand und sich den Sinn dieser nicht erklären konnte, ebendiese kurzerhand gekappt hatte. Gerettet wurde die Übertragung durch einen Techniker, der das Mikrofon einfach an die Telefonleitung klemmte, die zusätzlich zur Verständigung mit dem Funkhaus gelegt worden war.
Wie viele Menschen die Übertragung im Radio verfolgt haben, ist nicht bekannt. Schätzungen zufolge soll es 1925 in Deutschland etwa 6000 Empfangsgeräte gegeben haben. Das Spiel der seinerzeit erstklassigen Bezirksklasse Westfalen gewann Arminia Bielefeld mit 5:0.